# Friedrich von Scholtz
Friedrich von Scholtz (24 de março de 1851 em Flensburg – 30 de abril de 1927 em Ballenstedt) foi um General alemão, que serviu como comandante do XX Corpo de Exército do VIII Exército Alemão na Frente Oriental da Primeira Guerra Mundial e depois como comandante do Grupo de Exércitos "Scholtz" na Frente Macedônia.